# Cosmarium impressulum
Cosmarium impressulum  là một loài Song tinh tảo trong họ Desmidiaceae, thuộc chi Cosmarium.